# Orzechowy Gaj
Orzechowy Gaj – park położony we Lwowie, w dzielnicy Wulka (część północna) i Kulparków (część południowa), w rejonie frankowskim.
Park znajduje się w południowej części miasta, zajmuje obszar 35,86 ha pomiędzy ulicami Andrieja Sacharowa, Bojkowską (część północna) oraz na północ od ulicy Włodzimierza Wielkiego i na wschód od ulicy Księżnej Olgi (część południowa). Przez teren parku przebiega linia kolejowa Lwów-Chodorów dzieląc go na dwie części, od wschodu znajduje się stadion klubu Dynamo. 
Początkowo tereny te nie posiadały oficjalnej nazwy, w latach 70. zaczęto określać je jako "Park 30-lecia wyzwolenia Lwowa". W południowej części wybudowano tu wówczas kinoteatr "Orlątko", obecnie nazywa się Sokół. Na początku lat 90. zmieniono ją na obecną, która pochodzi od rosnących tu licznie grabów, których owocami są orzeszki.

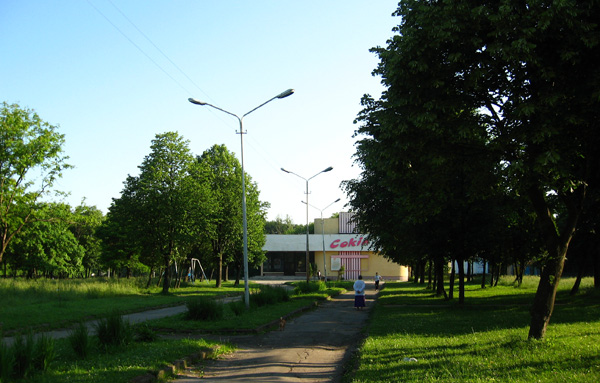
Budynek kinoteatru "Sokół" położony w południowo-zachodniej części parku przy ulicy Włodzimierza Wielkiego

Park składa się dwóch oddzielnych części, północna przylega do terenów urzędu podatkowego i od zachodu graniczy z kampusem Politechniki Lwowskiej. Od strony ulicy Bojkowskiej park jest zdewastowany, częściowo został wycięty pod budowę zespołu apartamentowców.
W części południowej znajdują się dwa zbiorniki wodne, z których jeden jest porośnięty roślinnością i powoli zamienia się w torfowisko. Pozostałą część parku zajmuje Dolina Oleska, której dnem przepływa Potok Wulecki, który jest dopływem Pełtwi. Orzechowy Gaj porastają graby, buki, dęby, brzozy, rośnie tu również niewielki zagajnik jodłowy. Świat fauny reprezentują wiewiórki i kuny oraz płazy i ptaki m.in. kaczka krzyżówka. 
Przez okolicznych mieszkańców jest uznawany za miejsce niebezpieczne i odwiedzane przez margines społeczny W 2008 w południowej części parku rozpoczęto budowę zespołu mieszkaniowego, który zmniejszył jego obszar. Obszar parku jest dewastowany, a zbiorniki wodne traktowane jako miejsce do składowania starych opon i śmieci. W 2014 rozpoczęto rekultywację parku, oczyszczono zbiorniki wodne, ale równocześnie zniszczono trzcinę i zarośla, które pełniły rolę miejsc lęgowych ptactwa wodnego. Podczas oczyszczania większego zbiornika wywieziono dwie ciężarówki starych opon i dziesięć ciężarówek śmieci.